# Lema (lingüística)
En lingüística, un lema és la unitat lexicogràfica que es troba al principi de l'entrada d'un diccionari.
La forma canònica o lema és una de totes les formes que pot adoptar una paraula en la seva realització, amb la particularitat que ha estat triada convencionalment per a representar-la en conjunt amb usos metalingüístics. Les variants d'un mateix mot es poden deure tant a fenòmens de flexió morfosintàctica com a canvis ortogràfics i, en grau més baix, semàntics. Així, per exemple, en el cas de les llengües romàniques com el català en què les categories morfològiques del substantiu, adjectiu, pronom i verb poden desenvolupar diverses formes segons la seva particular flexió, la forma no marcada que és la corresponent al masculí singular esdevé lema dels substantius, adjectius i pronoms, mentre que l'infinitiu esdevé lema de tota la conjugació verbal. En el cas de llengües declinables com el llatí o el grec en què les formes nominals també presenten flexió de cas, el lema correspon a la forma declinada en cas nominatiu, masculí i singular (per bé que en les llengües clàssiques, l'enunciat però no el lema d'aquests mots també té en compte el cas genitiu singular per tal de discernir el paradigma de declinació que segueixen).
El procés de convertir un text en "lemes" es denomina lematització.

## Diferència entre mot primitiu, lexema i lema
- El mot primitiu és la part de la paraula que mai canvia, ni tan sols quan està flexionada morfològicament.
- El lexema és l'arrel o part de la paraula que en conté el significat lèxic. Les paraules poden contenir un lexema si són simples (mot primitiu) o derivades i més d'un si són compostes.
- Un lema és la forma base de la paraula, que coincideix amb l'entrada al diccionari.

Per exemple, de "produït", el lema és "produir", que coincideix amb l'entrada al diccionari, però el mot primitiu és "produ-". Això és perquè hi ha paraules com producció, produir o productivitat. En l'anàlisi lingüística, el mot primitiu es defineix de manera més general com la forma base analitzada a partir de la qual es poden formar totes les formes flexionades.